# 末松勇喜
末松 勇喜（すえまつ ゆうき、1985年10月23日 - ）は、「男子セブンズ・7人制日本代表」「ホンダヒート」に所属したラグビー選手。

## プロフィール
- 愛知県出身。[1]
- 身長 182cm、体重 86kg[2]
- 愛知県立津島高等学校卒、國學院大學2008年卒。[1]
- 7人制日本代表に選ばれている。[2]

## 略歴
男子セブンズ日本代表に選ばれ「IRBセブンズ香港・オーストラリア大会」出場。出場メンバーは岩本健一朗、桑水流裕策、レプハ・ラトゥイラ、アリシ・トゥプアイレイ、松下馨、佐藤貴志、成田秀悦、徐吉嶺、マイケル・リーチ、築城昌拓、山本秀文である。